# عصب أذني كبير
العصب الأذني الكبير هو عصب جلدي حسي في الرأس. ينشأ من العصبين العنقيين (الشوكيين) الثاني والثالث (سي 2-سي 3) للضفيرة العنقية. يوفر التعصيب الحسي للجلد فوق الغدة النكافية والناتئ الخشائي وأجزاء من الأذن الخارجية والغدة النكافية ولفافتها.
يعود الألم الذي يسببه التهاب النكفية إلى الاصطدام بالعصب الأذني الكبير.

## البنية
العصب الأذني الكبير هو أكبر الفروع الصاعدة للضفيرة العنقية.

### المنشأ
ينشأ من العصبين العنقيين (الشوكيين) الثاني والثالث، وتكون مساهمة العصب العنقي الثاني أكثر وضوحًا.

### المسار
العصب الأذني الكبير هو جذع كبير يصعد عموديًا تقريبًا فوق العضلة القصية الترقوية الحلمية (الخشائية). يلتف حول الحد الخلفي للعضلة القصية الترقوية الحلمية، ثم يثقب اللفافة العميقة قبل أن يصعد بمحاذاة الوريد الوداجي الظاهر فوق تلك العضلة القصية الترقوية الحلمية أسفل العضلة الجلدية للعنق نحو الغدة النكافية. عند وصوله إلى الغدة النكافية، يقسم إلى فرعين، أمامي وخلفي.

### الفروع

#### الفرع الأمامي
يتوزع الفرع الأمامي (أو الفرع الوجهي) على جلد الوجه فوق الغدة النكافية.
يتبادل الإشارات مع العصب الوجهي (العصب القحفي السابع) ضمن الغدة النكافية.

#### الفرع الخلفي
يعمل الفرع الخلفي (أو الفرع الخشاء) على تعصيب الجلد فوق الناتئ الخشائي على الجزء الخلفي من صيوان الأذن (باستثناء الجزء العلوي)، بالإضافة إلى شحمة الأذن والجزء السفلي من محارة الأذن.
يتبادل الفرع الخلفي الإشارات مع كل من العصب القذالي الصغير والفرع الأذني للعصب المبهم والفرع الأذني الخلفي للعصب الوجهي.

### التوزع
يتوزع العصب الأذني الكبير في جلد الوجه على زاوية الفك السفلي والغدة النكافية (عبر الفرع الأمامي)، والجلد فوق منطقة الخشاء (أي الجلد فوق الناتئ الخشائي) (عبر الفرع الخلفي)، وأجزاء من الصيوان (الفرع الخلفي)، والغدة النكافية واللفافة النكافية.

## الأهمية السريرية
قد يتضرر العصب الأذني الكبير في أثناء إجراء جراحة على الغدة النكافية، ما يضعف من الإحساس في مختلف مناطق الوجه.
يعود الألم الناتج عن التهاب النكفية عن الاصطدام بالعصب الأذني الكبير.
يُعتقد أن اصطدام العصب الأذني الكبير والعصب الوجهي هو المسؤول عن حدوث متلازمة فراي بعد استئصال النكفية.